# Pamphobeteus antinous
Pamphobeteus antinous é uma espécie de aranha pertencente à família Theraphosidae (tarântulas).